# یانگ هیون-جون
این یک نام کره‌ای است؛ نام خانوادگی یانگ است.
یانگ هیون-جون (انگلیسی: Yang Hyun-jun؛ زادهٔ ۲۵ مهٔ ۲۰۰۲) بازیکن فوتبال اهل کره جنوبی است.که در باشگاه فوتبال سلتیک در پست وینگر بازی می‌کند.
از باشگاه‌هایی که در آن بازی کرده‌است می‌توان به باشگاه فوتبال گانکون اشاره کرد.
وی همچنین در تیم‌های ملی فوتبال زیر ۲۳ سال کره جنوبی و بزرگسالان کره جنوبی بازی کرده‌است.